# Tabanus craverii
Tabanus craverii är en tvåvingeart som beskrevs av Luigi Bellardi 1859. Tabanus craverii ingår i släktet Tabanus och familjen bromsar. Inga underarter finns listade i Catalogue of Life.